# Stefano Bandecchi
Stefano Bandecchi este un antreprenor italian.

## Biografi
El este fondatorul Università degli Studi Niccolò Cusano și Radio Cusano Campus, Fundația Niccolò Cusano, Edizioni Edicusano.
Proprietar de Ternana Calcio.